# Dacnusa groenlandica
Dacnusa groenlandica (лат.) — вид мелких наездников рода Dacnusa из семейства Braconidae (Ichneumonoidea). Эндемик Гренландии.

## Распространение
Северная Гренландия, Kap Kobenhavn, 88°30′ с. ш. 22°30′ з. д..

## Описание
Очень мелкие паразитические наездники, длина тела от 1,4 до 2,1 мм, длина переднего крыла от 2,3 до 2,8 мм. Основная окраска тела тёмно-коричневая, включая усики (но педицеллюс жёлтый), метасома коричневая. Усики самок 22-24 члениковые (у самцов 24-26). Жвалы с 3 зубцами. Предположительно паразитируют на двукрылых насекомых, ранее известных как хозяева других видов рода Dacnusa.

## Систематика
Сходен с видом Dacnusa arctica Griffiths, 1984 из Аляски (США) и Лапландии (Швеция), однако отличается опушением, большим числом члеников усика (у D. arctica 20-24) и жилкованием крыльев. Вид был впервые описан в 2006 году голландским энтомологом Корнелисом ван Ахтербергом (Cornelis van Achterberg; Department of Terrestrial Zoology, Naturalis Biodiversity Center, Лейден, Нидерланды). Вместе с ним фауна браконид Гренландии достигает 30 видов, включая такие как Aphidius tarsalis, Blacus groenlandicus, Praon brevistigma, Cotesia crassifemorata, Cotesia fascifemorata и Microplitis lugubroides.
Видовое название D. groenlandica дано по названию места обнаружения типовой серии (Гренландия).